# Ashville, Pennsylvania
Ashville är en kommun av typen borough i Cambria County i Pennsylvania. Vid 2010 års folkräkning hade Ashville 227 invånare.